# ویتنامی‌ها در مالزی
ویتنامی‌ها در مالزی (انگلیسی: Vietnamese people in Malaysia) یا مالزیایی‌های ویتنامی‌تبار مشتمل بر افرادی است که به مالزی مهاجرت کرده‌اند یا در آنجا متولد شده‌اند و بخشی از تبار آنها یا به‌طور کامل به ویتنامی‌ها پیوند پیدا می‌کند. تخمین زده می‌شود، تعداد افرادی که در مالزی بیانگر ویتنامی بودن هستند بالغ بر ۷۰٬۰۰۰ نفر باشد.

## تاریخچه مهاجرت
در سال ۱۹۷۵ و بعد از سقوط سایگون (در پایان جنگ ویتنام)، مالزی مهاجرت پناهندگان ویتنامی را تجربه کرد. اولین قایق پناهجویان که دارای ۴۷ نفر بود، در ماه مهٔ ۱۹۷۵ به مالزی رسید. در ماه اوت ۱۹۷۸، اردوگاه پناهندگان ویتنامی با مساعدت سازمان ملل متحد در پولائو بیدونگ تأسیس گردید. همچنین چند اردوگاه پناهندگان دیگر در نواحی مختلف مالزی همچون پولائو تنگاه (Pulau Tengah)، پولائو بسار، کوتا بارو، کوانتان، ساراواک، صباح و کوالالامپور راه اندازی شد.